# Distichocera
Ne doit pas être confondu avec Distichoceras.
Genre
Distichocera est un genre d'insectes coléoptères de la famille des Cerambycidae.

## Systématique
Le genre Distichocera a été créé en 1818 par l'entomologiste anglais William Kirby (1759-1850).

## Liste d'espèces
Selon BioLib (16 novembre 2022) :
- Distichocera fuliginosa Blanchard, 1832
- Distichocera gigantea Fuchs, 1969
- Distichocera macleayi (Newman, 1851)
- Distichocera maculicollis Kirby, 1818
- Distichocera monticola Gressitt, 1959
- Distichocera superba van der Poli, 1887
- Distichocera thomsonella White, 1859